# Peter Stewart
Peter Stewart (* 8. srpna 1947) je bývalý britský atlet, běžec na dlouhé tratě.

## Sportovní kariéra
V roce 1971 se stal halovým mistrem Evropy v běhu na 3000 metrů. Na evropském šampionátu pod širým nebem v létě stejného roku v Helsinkách obsadil v běhu na 1500 metrů sedmé místo. Jeho bratrem je běžec Ian Stewart.